# Episodi di Halo (prima stagione)
La prima stagione della serie televisiva Halo, composta da nove episodi, è stata pubblicata sulla piattaforma streaming on demand Paramount+ dal 24 marzo al 19 maggio 2022.
In Italia, la stagione è andata in onda in prima visione in lingua italiana sul canale satellitare Sky Atlantic dal 28 marzo al 23 maggio 2022. È stata trasmessa in lingua originale sottotitolata in italiano dal 24 marzo al 19 maggio 2022, in contemporanea con gli Stati Uniti.
| nº | Titolo originale | Titolo italiano | Pubblicazione USA | Prima TV Italia |
| -- | ---------------- | --------------- | ----------------- | --------------- |
| 1  | Contact          | Contatto        | 24 marzo 2022     | 28 marzo 2022   |
| 2  | Unbound          | Libero          | 31 marzo 2022     | 4 aprile 2022   |
| 3  | Emergence        | Comparsa        | 7 aprile 2022     | 11 aprile 2022  |
| 4  | Homecoming       | Ritorno         | 14 aprile 2022    | 18 aprile 2022  |
| 5  | Reckoning        | Resa dei conti  | 21 aprile 2022    | 25 aprile 2022  |
| 6  | Solace           | Conforto        | 28 aprile 2022    | 2 maggio 2022   |
| 7  | Inheritance      | Eredità         | 5 maggio 2022     | 9 maggio 2022   |
| 8  | Allegiance       | Lealtà          | 12 maggio 2022    | 16 maggio 2022  |
| 9  | Transcendence    | Trascendenza    | 19 maggio 2022    | 23 maggio 2022  |

## Contatto
- Titolo originale: Contact
- Diretto da: Otto Bathurst
- Scritto da: Kyle Killen e Steven Kane

### Trama
Nell'anno 2552, sul pianeta Madrigal, i Covenant, dopo essere stati scoperti da un gruppo di ragazzini, attaccano un avamposto insurrezionalista e massacrano tutti tranne l'adolescente Kwan Ha grazie anche all'intervento dell'unità Silver Team, composta da soldati Spartan. Perlustrando la zona dove sono stati avvistati inizialmente i Covenant viene rinvenuto un sistema di grotte dove il Sottufficiale Capo John-117, il leader degli Spartan, scopre e recupera un artefatto precursore che, al suo tocco, reagisce mostrando simboli misteriosi e interagisce con i suoi ricordi d'infanzia precedentemente sigillati dall'UNSC. Un'elite Covenant sopravvissuta nascosta nella grotta ne è testimone e fa rapporto al Profeta della Pietà nella capitale Covenant, High Charity riferendo cos'è successo con il tocco del Demon (Master Chief). Su Reach, la dottoressa Catherine Halsey si scontra con l'ammiraglio Parangosky sui metodi e sul lavoro condotto da Halsey su un nuovo tipo di IA basata sui suoi schemi cerebrali. Dopo che Kwan si rifiuta di collaborare con l'UNSC, a Master Chief viene ordinato di giustiziarla. John-117 contravviene agli ordini e guadagna la fiducia di Kwan togliendosi l'elmo corazzato quando lei lo minaccia con il suo fucile. Il capitano dell'UNSC Jacob Keyes ordina di abbattere la nave di Master Chief e di prenderlo successivamente in custodia. Master Chief, in assenza di altre possibilità, tocca di nuovo l'artefatto, che disabilita tutte le fonti energetiche della base e ripristina la sua nave, permettendo a lui e Kwan di scappare. Nell'interagire con il manufatto, Master Chief scopre di aver disegnato l'artefatto da bambino, suggerendo che ha una connessione passata con esso.
- Durata: 55 minuti
- Guest star: Jamie Beamish (Kaidon), Burn Gorman (Vinsher Grath), Julian Bleach (Profeta della Pietà), Ryan McParland (Adun), Jeong-hwan Kong (Jin Ha).

## Libero
- Titolo originale: Unbound
- Diretto da: Otto Bathurst
- Scritto da: Kyle Killen e Steven Kane

### Trama
In un flashback, un giovane John sorprende Soren, un compagno spartano, in fuga e gli permette di scappare. In fuga dall'UNSC, John porta Kwan e il manufatto a Rubble, una base segreta di insurrezionisti costruita all'interno di un campo di asteroidi. Lì si incontrano proprio con Soren che ora è un leader insurrezionista. Sul pianeta Reach, Halsey deve affrontare un attento esame delle azioni di John, ma promette una soluzione ai suoi e a qualsiasi futuro problema di questa natura. Il capitano Keyes invia il Silver Team a trovare John e riportarlo indietro insieme all'artefatto e a Kwan. Su High Charity, l'Elite sopravvissuto di Madrigal rivela ai Profeti e a Makee che John ha attivato la reliquia; nonostante l'esitazione del Profeta della Pietà, Makee insiste sul fatto che può recuperare lei stessa l'artefatto. Di nuovo a Rubble, Soren presenta John a Reth, uno squilibrato eremita che un tempo era tenuto prigioniero dai Covenant. Reth costringe John a rivelare la sua capacità di attivare l'artefatto e suggerisce che porta a una super arma aliena di potere distruttivo senza precedenti. Scosso dall'esperienza, John lascia Kwan con Soren e si arrende al Silver Team. Viene sostenuto da Halsey, che gli promette un nuovo inizio e risveglia un clone di se stessa necessario alla creazione di Cortana.
- Durata: 50 minuti
- Guest star: Jamie Beamish (Kaidon), Burn Gorman (Vinsher Grath), Keir Dullea (Grande ammiraglio Hood), Julian Bleach (Profeta della Pietà), Karl Johnson (Profeta della Verità), Hilton McRae (Profeta del Rimorso), Johann Myers (Reth), Fiona O'Shaughnessy (Laera), Ryan McParland (Adun).

## Comparsa
- Titolo originale: Emergence
- Diretto da: Roel Reiné
- Scritto da: Kyle Killen e Steven Kane

### Trama
In un flashback, una giovane Makee, durante un attacco, viene trovata da una coppia di Covenant, utilizzando un dispositivo dei Precursori che reagisce alla sua presenza. Nel presente, Makee guida una colonia di Lekgolo in una incursione ad una corvetta dell'UNSC, nella quale riesce a penetrare con l'inganno. Lo scopo è di scoprire la posizione del manufatto, ma dopo che l'UNSC ha cancellato preventivamente tutti i dati della nave, Makee sceglie di recarsi a Madrigal dove si trovava il manufatto originariamente scoperto. Nel frattempo, Kwan convince Soren a riportarla a Madrigal in modo che possa riunirsi con gli insurrezionisti fedeli al padre defunto in cambio di un pagamento di deuterio. Su Reach intanto, Parangosky ordina a Miranda Keyes di studiare il manufatto alle spalle della dottoressa Halsey. Halsey completa la procedura per creare Cortana (uccidendo nel processo il suo clone temporaneo), prima di inserirla nel cervello di John tramite un impianto neurale. Cortana, seguendo le istruzioni di Halsey, aiuta John a rimuovere un soppressore emotivo impiantato nella parte inferiore della sua colonna vertebrale. Dopo che John ha esplorato parte del paesaggio urbano su Reach, torna alla base e tocca di nuovo il manufatto, ed è raggiunto da nuovi ricordi dei suoi genitori, del suo pianeta natale di Eridano II, e di lui che disegna il manufatto Madrigal e un secondo manufatto complementare più grande. John, convinto che il secondo artefatto si trovi su Eridano II, convince Halsey a lasciarlo viaggiare su Eridano II per indagare, anche se Halsey insiste che lo accompagni.
- Durata: 51 minuti
- Guest star: Burn Gorman (Vinsher Grath), Fiona O'Shaughnessy (Laera), Julian Bleach (Profeta della Pietà), Karl Johnson (Profeta della Verità), Hilton McRae (Profeta del Rimorso), Ryan McParland (Adun).

## Ritorno
- Titolo originale: Homecoming
- Diretto da: Roel Reiné
- Scritto da: Justine Juel Gillmer e Steven Kane

### Trama
Su Reach, anche Kai-125, dopo averlo visto fare a John, rimuove di nascosto il suo soppressore emotivo e quindi aiuta Miranda ad analizzare il manufatto Madrigal. Dopo aver aiutato a tradurre parte della lingua sangheili sia dal filmato della loro missione su Madrigal che dalle trasmissioni della corvetta dell'UNSC perduta, Kai e Keyes scoprono che il manufatto è correlato a un "Anello Sacro" che i Covenant chiamano "Halo". A Madrigal, Soren e Kwan trovano gli ex alleati di suo padre, ma per paura, sia del Patto che delle rappresaglie del nuovo governatore Vinsher Grath, sostenuto dall'UNSC, si rifiutano di aiutarla. La nave di Soren viene successivamente scoperta e confiscata; Kwan chiede aiuto a sua zia, ma un agente del regime di Grath la uccide prima che Soren li porti fuori; Soren e Kwan sfuggono dunque a malapena alle truppe di Grath e si dirigono verso lo spazioporto su una motocicletta. Su Eridano II nel frattempo, John, Halsey e Cortana esaminano la vecchia casa di John e scoprono che aveva seppellito numerosi disegni dei manufatti dei Precursori. Dopo aver usato Cortana per ricreare olograficamente la sua casa, John ha ricordi nitidi non solo della posizione del secondo manufatto, ma anche della sua infanzia e di una visita di Halsey, che sembra giocare con lui. Successivamente, John ricorda altri particolari e conduce Halsey in una caverna, dove trovano il manufatto Precursore più grande.
- Durata: 51 minuti
- Guest star: Burn Gorman (Vinsher Grath), Ryan McParland (Adun), Angie Cepeda (Violetta Franco).

## Resa dei conti
- Titolo originale: Reckoning
- Diretto da: Jonathan Liebesman
- Scritto da: Richard E. Robbins e Steven Kane

### Trama
Su Madrigal, Soren cerca di tenere a bada Kwan, legandola, mentre cerca di trovare una via d'uscita per lasciare il pianeta, ma Kwan si libera, si avvicina di soppiatto e fa perdere i sensi a Soren dopo averlo rintracciato, sottraendogli la pistola e il veicolo. Su Eridano II, l'UNSC si sta preparando a mettere al sicuro il manufatto più grande di Eridano II per portarlo a Reach. Mentre l'UNSC sta testando il manufatto, questo emette un boom sonico che viene percepito da Makee e dal Covenant che lo stavano cercando a Madrigal, rivelando la sua vera posizione. Mentre John continua a mettere in discussione il suo passato, tocca il manufatto e ha ricordi chiari di Halsey e delle truppe dell'ONI che lo rapirono da bambino e lo rimpiazzarono con un clone di se stesso. Perdendo il controllo, cerca di attaccare Halsey con rabbia, prima che Cortana lo disabiliti usando il loro collegamento mentale. Mentre John si risveglia e contempla le sue nuove conoscenze, una corvetta Covenant arriva e lancia un attacco a sorpresa alla missione UNSC, usando una combinazione di forze di terra e supporto aereo. Nonostante gli sforzi dell'UNSC e del Silver Team, l'UNSC subisce pesanti perdite, Kai viene gravemente ferita e un Covenant gigantesco, prevalendo in uno scontro con John, che si era attardato per soccorrere Kai, recupera con successo l'artefatto di Eridano II, e rientra velocemente nella propria nave. Mentre la corvetta Covenant fugge dal pianeta, una singola capsula cade dalla corvetta stessa. Andando a vedere di cosa si tratti, John trova una Makee tramortita e ferita, che si finge nuovamente fuggita dai Covenant.
- Durata: 40 minuti
- Guest star: Ryan McParland (Adun).

## Conforto
- Titolo originale: Solace
- Diretto da: Jonathan Liebesman
- Scritto da: Silka Luisa e Steven Kane

### Trama
Le forze dell'UNSC sopravvissute della missione Eridano II fanno il loro rientro a Reach. L'UNSC, per prudenza, prende in custodia Makee; sebbene lei affermi di essere stata prigioniera dei Covenant, ci sono sentimenti di sfiducia e scetticismo all'interno dell'UNSC, considerando che i Covenant non sono noti per fare prigionieri umani. Quando John interroga Makee, lei rivela che entrambi sono "benedetti" dalla capacità di attivare la tecnologia dei Precursori. Ulteriori test medici confermano che John e Makee condividono una serie di somiglianze nei loro profili genetici. A causa delle deviazioni nel comportamento dimostrate da John e Kai in seguito alla rimozione dei loro soppressori emotivi, Parangosky nomina Miranda a leader di tutti i progetti ONI in corso, sostituendo la dottoressa Halsey. John, ancora infuriato con Halsey per avergli mentito sul suo passato, la affronta e scopre le vere origini del programma Spartan: rapire e arruolare bambini per servire come supersoldati, rimpiazzarli con cloni malati terminali per alleviare i sospetti e sottoporli a potenziamenti con rischio di deformazione o morte. John condivide questo con una Kai in via di guarigione. Dopo l'incontro con Makee, John testa ancora una volta il manufatto Madrigal, nonostante gli avvertimenti sui possibili effetti negativi che ha sulla sua salute. Lui e Makee hanno contemporaneamente aritmie e convulsioni, condividendo anche la visione di essere insieme sul mondo circolare di Halo.
- Durata: 46 minuti
- Guest star: Ryan McParland (Adun).

## Eredità
- Titolo originale: Inheritance
- Diretto da: Jessica Lowrey
- Scritto da: Steven Kane

### Trama
Mentre Soren, tornato alla propria base, si dedica alla pirateria spaziale contro l'UNSC, Kwan, ricordando alcuni discorsi ascoltati durante la propria infanzia, si avventura nei deserti di Madrigal, al fine di rintracciare una tribù solitaria di mistici nomadi, che lei reputa forse conoscano le risposte sul vero scopo della sua famiglia. I mistici, solo dopo averla messa alla prova, rivelano che quando gli antenati di Kwan si stabilirono su Madrigal, furono incaricati da un'IA dei Precursori di proteggere un portale che risiede da qualche parte sul pianeta. Tornando all'avamposto di comando ormai abbandonato di suo padre, Kwan, in cerca di informazioni sulla posizione del portale, trova delle vecchie lettere indirizzate del suo bisnonno. Successivamente, Kwan viene raggiunta da Soren, che è tornato per mantenere la promessa fatta a John di vegliare su di lei, giusto poco prima che l'avamposto venga circondato da Vinsher Grath e dalle sue truppe, motivati a cercare di ottenere la taglia messa su Kwan. Nonostante lei e Soren siano in assoluta inferiorità numerica, Kwan insiste nel reagire, nella speranza di uccidere Grath e liberare Madrigal dalla sua tirannia. Mentre Soren tiene a bada le forze di Grath, Kwan riesce ad aprire la valvola bloccata che regola l'alimentazione del gas all'interno delle tubature presenti nell'impianto dell'avamposto e successivamente fa esplodere tutto, sparando con un fucile d'assalto che Master Chief aveva abbandonato durante l'attacco dei Covenant. L'esplosione uccide Grath e tutti i suoi uomini; Soren e Kwan si salvano per un pelo. A questo punto, Kwan può pagare Soren con il denaro recuperato in una cassetta nascosta nella saletta di controllo dell'avamposto, al fine di onorare il loro accordo originale. I due, a questo punto si separano amichevolmente, con Kwan determinata a continuare la sua missione, trovare il portale e assumere il suo ruolo di "protettrice", dando quindi seguito alle visioni avute durante le prove cui era stata sottoposta dai mistici nomadi.
- Durata: 48 minuti
- Guest star: Burn Gorman (Vinsher Grath), Fiona O'Shaughnessy (Laera), Johann Myers (Reth), Jeong-hwan Kong (Jin Ha).

## Lealtà
- Titolo originale: Allegiance
- Diretto da: Jonathan Liebesman
- Scritto da: Justine Juel Gillmer e Steven Kane

### Trama
Sul pianeta Reach, John, ora di nuovo in salute, inizia a rapportarsi con Makee, vedendola come una potenziale alleata in seguito alle loro visioni condivise dell'Halo; questo, nonostante i continui dubbi dell'UNSC che la crede invece una talpa dei Covenant. Durante una passeggiata insieme, John apprende da lei che i Covenant stanno cercando Halo a causa della loro più grande profezia. Tale profezia, recita "Dove le stelle splendono come cristalli, soffierà un forte vento divino che farà intraprendere ai degni un Grande Viaggio verso l'Anello Sacro, dove diventeranno come gli dei."
Dopo un violento attacco su un altro pianeta, con milioni di umani morti, John riesce a convincere l'UNSC a lasciare che Makee tocchi il manufatto, anche se sotto la supervisione di Miranda, al fine di localizzare il secondo artefatto portato via dai Covenant durante l'incursione su Madrigal. John, senza il suo soppressore emotivo, e Makee, che lo sente affine a lei, travolti dalle emozioni, fanno sesso. Makee, notando la gentilezza e la somiglianza dell’indole di John con la sua, inizia a riconsiderare la sua lealtà. 
Nel frattempo, Halsey scopre la relazione di John tramite Cortana e riacquista l'accesso remoto alla rete UNSC utilizzando la scansione della retina di Miranda, copiata segretamente in precedenza. Tramite la connessione, ha un colloquio segreto con Makee.
Decidendo di intervenire prima che venga eseguito un ordine contro di lei di allontanamento dal pianeta, emanato dalla Parangosky, Halsey avvia quindi dei protocolli remoti che disabilitano tutte le comunicazioni all'interno della base UNSC e pone gli Spartan Riz e Vannak sotto il suo controllo diretto, ordinando loro di catturare John, Makee e recuperare il manufatto; Cortana però, sceglie all'ultimo secondo di avvisare John del pericolo. Riz e Vannak trattengono una Kai contraria ad agire e tentano di combattere John. Nel frattempo Miranda scopre da alcune trasmissioni registrate che era stata proprio Makee a guidare l'attacco alla corvetta UNSC. Sebbene Makee stesse cercando in quel momento di ottenere aiuto per John, viene invece catturata e torturata (riportando alla mente i ricordi di sofferenza della sua giovinezza). Per reazione riafferma la sua lealtà ai Covenant, si libera e tocca il manufatto, generando una potentissima onda d'urto in tutta la base dell'UNSC, che finisce col mettere tutti fuori combattimento e trascinando John nuovamente su Halo in una visione condivisa, dove una disillusa Makee, gli dà addio scomparendo.
- Durata: 46 minuti
- Guest star: Ryan McParland (Adun).

## Trascendenza
- Titolo originale: Transcendence
- Diretto da: Jonathan Liebesman
- Scritto da: Steven Kane

### Trama
Mentre Makee fugge con la navetta Covenant Phantom, che era stata catturata durante la missione su Madrigal, il Silver Team entra in una situazione di stallo, con Riz e Vannak che tengono sotto tiro John e Kai, seguendo ancora gli ordini impartiti dalla dottoressa Halsey. Solo quando il Capitano Keyes arriva e aiuta John a interrompere il lavaggio del cervello dei suoi compagni di squadra, rivelando che sta dicendo la verità sul loro rapimento da bambini (da parte di Halsey), la situazione si disinnesca. I quattro, nuovamente uniti, tentano di fermare Makee e catturare Halsey, ma la prima riesce a dileguarsi, mentre la seconda, raggiunta sulla propria nave da Kai, dopo la morte del proprio assistente, si allontana su una capsula di salvataggio.
Con l’aiuto di Cortana e delle sue capacità di elaborazione, nonché del contenuto della profezia, John pensa di poter dedurre la posizione del pianeta Hesduros, luogo sacro per i Covenant e probabile destinazione degli artefatti. Con l’approvazione dell'UNSC, John guida personalmente il Silver Team in una missione per fermare i Covenant e recuperare le due chiavi di volta dei Precursori.
Nel frattempo, Halsey viene presa, dopo che la sua capsula è precipitata, ma Miranda si rende presto conto che la “Halsey” che è stata catturata, in realtà non è altro che un clone della dottoressa, destinato a morire dopo poco.
Durante il viaggio verso Hesduros, Cortana rivela a John i piani della dottoressa Halsey, che consistevano nell’annullare John e sostituirlo con Cortana stessa, al fine di creare un “superessere”. Dopo un'ultima parte del viaggio, estremamente movimentata a causa di campi interstellari che quasi provocano la distruzione della nave, il Silver Team raggiunge la propria destinazione. Mentre i capi Covenant stabiliscono segretamente che dopo la realizzazione della profezia, Makee, necessaria solo per attivare gli artefatti, andrà eliminata (e con lei tutti gli umani), John, Vannak, Kay e Riz, raggiungono il suolo del pianeta, e dopo una quasi inesistente iniziale resistenza, si dirigono verso il tempio. L’inserimento dell’artefatto minore in quello più grande, genera una trasmissione che svela ai Covenant la presenza del Silver Team. La comparsa improvvisa di centinaia di guerrieri Covenant nascosti, pone il gruppo di umani in una situazione di nettissima inferiorità, infatti vengono sopraffatti in breve tempo. A quel punto Makee, per salvare John, tocca e attiva le chiavi di volta ora combinate; si produce così una forte onda d'urto, che in effetti neutralizza momentaneamente le forze nemiche. I due artefatti, uniti fra loro e attivati generano una mappa stellare che porta ad Halo, ma contemporaneamente bloccano John in uno stato di stasi che lo conduce su Halo in una nuova visione condivisa con Makee. Quando John cerca e non riesce a convincere Makee a tornare indietro, Kai libera John dalla sua trance sparando e uccidendo Makee; le chiavi di volta, senza il tocco di Makee, si disattivano prima che la mappa stellare si completi e possa mostrare la posizione di Halo. Nuovamente sopraffatti dalle soverchianti forze Covenant, come ultima speranza, John ordina a Cortana di prendere il controllo del suo corpo in modo da poter salvare contemporaneamente la sua squadra e recuperare le chiavi di volta senza attivarle, nonostante gli avvertimenti che ciò potrebbe cancellare la sua mente in modo permanente. Cortana, assume dunque il controllo di John e avendo anche il controllo della navetta spaziale con la quale era stato raggiunto il pianeta, sfrutta gli armamenti di quest’ultima per avere la meglio sulle forze Covenant. Recuperato il doppio artefatto, i quattro, con Riz gravemente ferita, ormai salvi, fuggono. Mentre viaggiano per tornare su Reach, una Kay perplessa, chiede a John se è davvero lui dietro l'elmo, ma ottiene solo uno sguardo senza parole. Si rivela anche una dottoressa Halsey, che in perfetta salute si accinge ad abbandonare Reach, prima di essere catturata.
- Durata: 46 minuti
- Guest star: Julian Bleach (Profeta della Pietà), Karl Johnson (Profeta della Verità), Hilton McRae (Profeta del Rimorso), Ryan McParland (Adun).